# Thouinia leonis
Thouinia leonis är en kinesträdsväxtart som beskrevs av Brother Alain. Thouinia leonis ingår i släktet Thouinia och familjen kinesträdsväxter. Inga underarter finns listade i Catalogue of Life.